# Fendou (häradshuvudort i Kina, lat 46,64, long 124,86)
Fendou (kinesiska: 奋斗, 奋斗街道, 让胡路, 让胡路区) är en häradshuvudort i Kina. Den ligger i provinsen Heilongjiang, i den nordöstra delen av landet, omkring 170 kilometer nordväst om provinshuvudstaden Harbin. Antalet invånare är 226 298.
Runt Fendou är det tätbefolkat, med 356 invånare per kvadratkilometer. Fendou är det största samhället i trakten. Trakten runt Fendou består i huvudsak av gräsmarker.
Genomsnittlig årsnederbörd är 740 millimeter. Den regnigaste månaden är juli, med i genomsnitt 196 mm nederbörd, och den torraste är januari, med 5 mm nederbörd.